# Утопљене душе
„Утопљене душе“ су прва збирка песама српског књижевника Владислава Петковића Диса. Објављена је 1911. Збирка садржи 47 песама, међу којима се налазе и три антологијске песме: Тамница, Нирвана и Можда спава. Сматра се једном од најважнијих песничких збирки српске модерне и српске књижевности.
Збирка је састављена из пет циклуса, који су насловљени „Пролог”, „Кућа мрака”, „Умрли дани”, „Тишине”, „Недовршене речи” и „Сан”. „Пролог” је састављен од једне песме насловљене „Тамница” у којој се тематизује траума рођења и живот као пад и која се неретко одређује као програмска песма Дисове поетике. После пада у тамницу долази циклус „Кућа мрака” са својих седамнаест песама; затим следи циклус „Умрли дани”, у коме је 13 песама; потом циклус „Тишине” са 11 песама, међу којима се налази и антологијска песма „Нирвана”; за њима следи четврти циклус насловљен „Недовршене речи” са своје 4 песме и на крају, као нека врста песничког епилога, циклус „Сан”, који садржи једну песму Можда спава. Поезија у збирци је песимистична, ирационална, пуна слутњи и сновиђења, а међу мотивима сусрећу се мотиви егзистенцијалне утамничености, мртве драге и гашења живота.
Након изласка, збирку је Јован Скерлић дочекао врло оштром и негативном критиком. Он је у тексту „Лажни модернизам српске књижевности”, између осталог, истакао да поезија Владислава Петковића није ништа друго до грубо јаукање и досадно стењање, низање у свим нотама: „ах, ох, авај, јао, куку”. Оваква негативна оцена била је оповргнута већ од стране следеће генерације песника (Милош Црњански, Растко Петровић, и др) који су у Дису видели свог претходника. Збирка је, такође, утврдила мит о Дису као уклетом песнику, по коме је песник називом збирке прорекао своју смрт у водама Јонског мора.